# Alex Apolinário
Alex Sandro dos Santos Apolinário, mais conhecido como Alex Apolinário ou simplesmente Alex (Ribeirão Preto, 7 de novembro de 1996 — Vila Franca de Xira, 7 de janeiro de 2021) foi um futebolista brasileiro que atuou como meia-atacante e ponta-esquerda. Sua última atuação foi pelo Alverca.

## Carreira

### Cruzeiro
Natural de Ribeirão Preto, interior de São Paulo, Apolinário começou a sua carreira nas categorias de base do Botafogo-SP, onde foi vice-campeão da Copa São Paulo de Futebol Júnior de 2015, antes de se transferir para as categorias de base do Cruzeiro ainda em 2015. Na final da Copa São Paulo de Futebol Júnior de 2015 foi eleito melhor jogador da final da Copa SP. Em 2016, foi promovido à equipe principal, e no dia 9 de março fez o seu estreia profissional na Primeira Liga em uma vitória em casa por 2 a 1 sobre o Atlético Paranaense, como um substituto aos 64 minutos para Matías Pisano.

### Atlético Paranaense
Em 19 de janeiro de 2018, Apolinário foi transferido para o Atlético Paranaense por um empréstimo de um ano, após desistir de jogar no Londrina, aonde foi até apresentado. Sua estreia aconteceu em 3 de março, aonde a equipe rubro-negra venceu o União Beltrão em casa por 1 a 0. Em 10 de março, entrando como substituto do primeiro tempo para João Pedro, ele marcou seu primeiro gol profissional para concluir uma vitória por goleada em casa por 7 a 1 sobre o Rio Branco. O time conquistou o Campeonato Paranaense de 2018 e a Copa Sul-Americana de 2018, embora não fosse muito aproveitado pela equipe.

### Alverca
Em janeiro de 2019, Alex Apolinário foi transferido ao Alverca clube da terceira divisão portuguesa. Em 17 de outubro, ele abriu o placar quando o clube eliminou o Sporting na terceira rodada da Taça de Portugal de 2019–20 com uma vitória em casa por 2 a 0; foi apenas a segunda vez em sua história que o time de Lisboa foi eliminado por um clube de terceiro nível.

## Morte
Em 3 de janeiro de 2021, em uma partida do Campeonato de Portugal de 2020–21 em Alverca, Alex Apolinário teve uma parada cardíaca aos 27 minutos da partida. Apolinário foi reanimado após várias tentativas e ficou internado no Hospital de Vila Franca de Xira, onde ficou em coma induzido e foi entubado e estabilizado. Em 7 de janeiro, 4 dias depois do ocorrido, o clube português Alverca em comunicado partilhado nas redes sociais comunicou que Alex Apolinário não resistiu e faleceu precocemente aos 24 anos de idade.

## Títulos
Cruzeiro
- Copa do Brasil: 2017

Atlético Paranaense
- Campeonato Paranaense: 2018